# 約翰·德阿奎諾
約翰·德阿奎諾（英語：John D'Aquino，1958年4月14日—）是美國的一位演員。他最著名的作品包括在深海尋戈中飾演Benjamin Krieg，以及在柯瑞當家中飾演總統Richard Martinez。他也主持過一些電視節目。